# Zormi
 (juin 2018).
Zormi (en persan : زرمي romanisé en Zormī et en Zaramī et également connu sous le nom de Razmī) est un village du comté de Talesh de la province de Gilan en Iran. Lors du recensement de 2006, sa population était de 78 habitants pour 17 familles.